# Massa di cacao

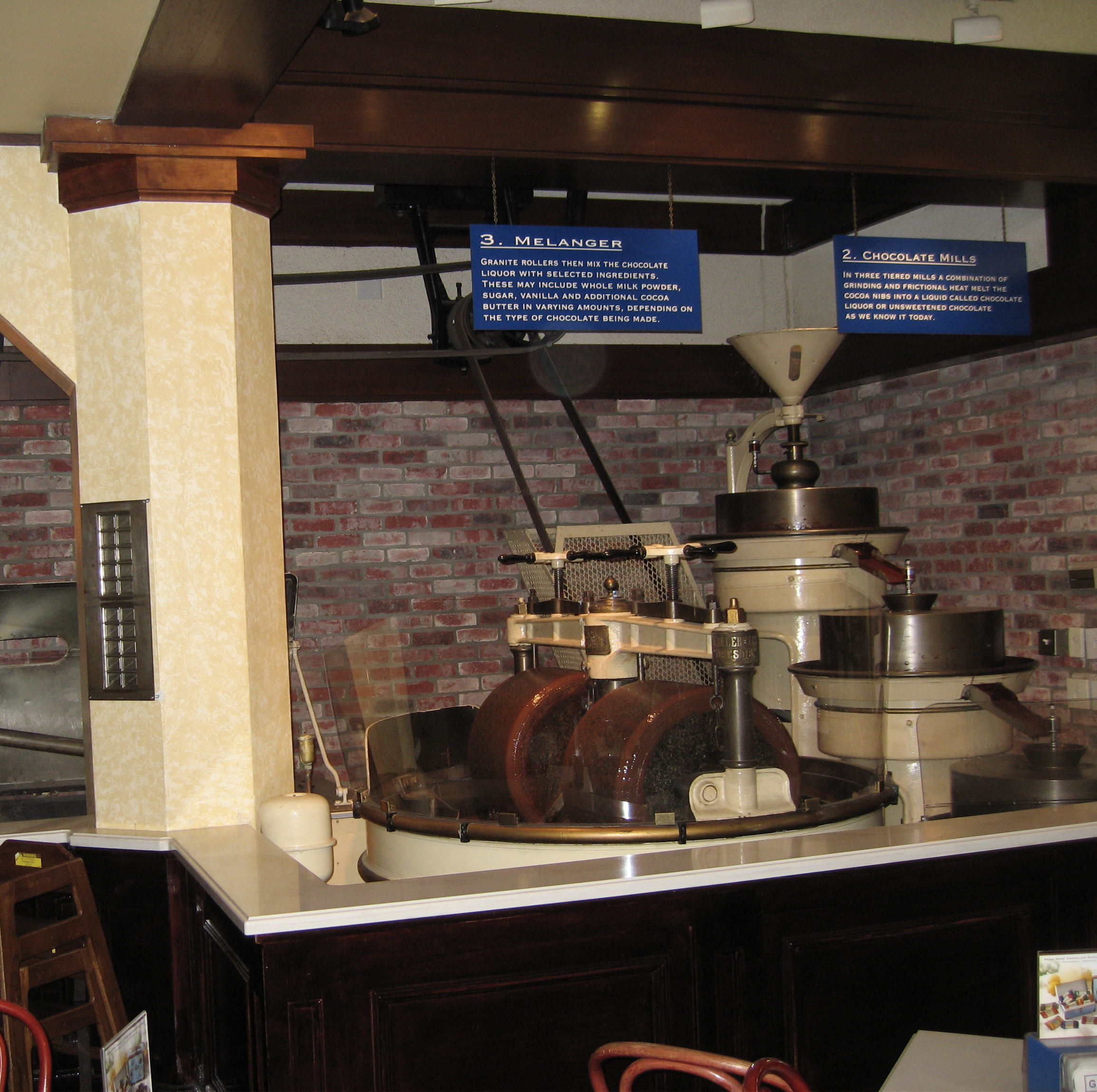
Una macchina (a destra) macina e riscalda i chicchi di cacao trasformandoli in massa di cacao. Un'altra (a sinistra) mescola latte, zucchero e altri ingredienti nel composto.

La massa, pasta o liquore di cacao è cacao puro in forma liquida o semisolida. È ottenuto da pennini di fave di cacao fermentate, essiccate, arrostite e separate dalle bucce. I pennini vengono macinati in una pasta che viene sciolta diventando una massa. Dalla sua spremitura si ottengono la polvere e il burro di cacao. Analogamente ai pennini da cui si ricava, la massa contiene sia polvere che burro di cacao in proporzioni più o meno uguali. La massa di cacao viene solitamente usata in cucina.
La massa di cacao contiene circa il 53% di burro di cacao (grasso), circa il 17% carboidrati, l'11% proteine, 6% tannini e 1,5% di teobromina.